# Cailloma lucidula
Cailloma lucidula là một loài Trichoptera trong họ Hydrobiosidae. Chúng phân bố ở vùng Tân nhiệt đới.
- Tư liệu liên quan tới Cailloma lucidula tại Wikimedia Commons